# بنشوف ناد تشرنوو
بنشوف ناد تشرنوو (به چکی: Benešov nad Černou) یک منطقهٔ مسکونی در جمهوری چک است که در ناحیه تشسکی کروملوو واقع شده‌است. بنشوف ناد تشرنوو ۵۷٫۰۵ کیلومتر مربع مساحت و ۱٬۳۲۳ نفر جمعیت دارد و ۶۶۱ متر بالاتر از سطح دریا واقع شده‌است.